# Детское Евровидение — 2011
Детское Евровидение — 2011 (англ. Junior Eurovision Song Contest 2011, арм. Մանկական Եվրատեսիլ 2011 երգի մրցույթ) — 9-й детский конкурс песни «Евровидение», состоявшийся 3 декабря 2011 года, в столице Армении — Ереване.
15 июля 2011 года ЕВС официально огласил список стран, принимающих участие в конкурсе. Но ARMTV и ЕВС продолжили принимать заявки на участие в конкурсе и в результате удалось вернуть на конкурс Болгарию, а позже в сентябре Латвия, которая вначале отказалась от участия, приняла решение участвовать в конкурсе. В этом году две страны ушли с конкурса: Сербия ушла из-за финансовых проблем, Мальта покинула из-за неудачных выступлений в последние годы.
Жеребьёвка порядковых номеров выступлений состоялась на заседании организационной группы конкурса 11 октября 2011 года, которое прошло в Ереване.
Победителем конкурса стали представители Грузии группа «Candy» с песней «Candy Music», они набрали 108 баллов в финале конкурса.

## Супервайзер конкурса
1 января 2011 года голландец Ситце Баккер официально вступил в должность супервайзера Детского конкурса песни Евровидение, и будет работать на этой должности в течение 8 лет. Он будет совмещать эту должность с супервайзером Песенного конкурса Евровидение. Ранее он работал редактором фан-сайта ESCToday, c 2006 года в ЕВС как менеджер интернет проектов и с 2008 года как пиар-менеджер Конкурса песни Евровидение.
До 2011 года супервайзер Песенного конкурса Евровидение одновременно был супервайзером Детского конкурса песни Евровидение.

## Изменения в правилах конкурса
Окно для голосования, как и во взрослом конкурсе, было открыто по завершении исполнения всех конкурсных песен (возвращение к правилу, действовавшему в 2003—2005 годах). А также впервые с 2004 года глашатаи объявили полностью все баллы, что стало возможным с низким числом участвующих стран.

## История организации

### Обсуждение возможной отмены конкурса
14 октября 2010 года в Минске прошла встреча глав делегаций стран-участников детского Евровидения 2010. Сразу после мероприятия глава делегации Армении Диана Мнацаканян сообщила, что конкурс 2010 года может стать последним детским конкурсом Евровидения в истории. По её словам, это связано с финансовыми проблемами телекомпаний стран-участниц, падающим рейтингом конкурса среди телезрителей и стрессом у детей-участников.
Исполнительный продюсер Александр Мартыненко заявил, что организаторы конкурса прилагают все усилия для того, чтобы сохранить существование конкурса. Окончательное решение было обсуждено организационным комитетом во время Евронедели в Минске, после чего Сванте Стокселиус подтвердил, что существуют страны, готовые заняться организацией конкурса в 2011 году.

### Место проведения
18 января 2011 года Европейский вещательный союз принял решение провести предстоящий конкурс в Ереване, в спортивно-концертном комплексе имени Карена Демирчана. По словам председателя совета Общественной телерадиокомпании Армении Алексана Арутюняна, Армения была выбрана среди пяти стран-претендентов.

### Визуальный дизайн конкурса
15 июля 2011 года ЕВС на заседании организационной группы конкурса в Женеве утвердил визуальный дизайн конкурса. Это полосы эквалайзера в форме горы, напоминающие известную армянскую гору Арарат. Также был утверждён девиз конкурса «Reach For The Top!» (Стремись К Вершине!).
При этом супервайзер конкурса Ситце Баккер подчеркнул:

«Логотип динамичный, молодой и игривый. Слоган „Стремись к вершине“ по-настоящему отображает амбиции конкурсантов и, мы надеемся, вдохновит на то же и молодое поколение армян»
— Супервайзер Junior Eurovision Song Contest Ситце Баккер
Разработкой визуального дизайна Детского конкурса песни Евровидение 2011 занималась студия известного белорусского художника-графика Антона Баранова, которая также разрабатывала визуальный дизайн для Детского конкурса песни Евровидение 2010.

### Ведущие конкурса
Национальная телерадиокомпания Армении ARMTV 15 ноября 2011 года объявила ведущих Детского Конкурса Евровидение. Ими стали известный шоумен, автор и композитор Авет Барсегян и телеведущая Гоар Гаспарян.
Ранее сообщалось, что вести конкурс будет известный телеведущий и шоумен Гарик Мартиросян, но эти слухи не подтвердились.

## Участники
| №  | Страна             | Артист           | Песня                   | Перевод                    | Язык                  | Место | Очки |
| -- | ------------------ | ---------------- | ----------------------- | -------------------------- | --------------------- | ----- | ---- |
| 01 | Россия             | Екатерина Рябова | «Как Ромео и Джульетта» | —                          | Русский               | 4     | 99   |
| 02 | Латвия             | Аманда Башмакова | «Mēness suns»           | Лунная собака              | Латышский             | 13    | 31   |
| 03 | Молдова            | Лерика           | «No, No»                | Нет, нет                   | Румынский, Английский | 6     | 78   |
| 04 | Армения            | Далита           | «Welcome to Armenia»    | Добро пожаловать в Армению | Армянский, Английский | 5     | 85   |
| 05 | Болгария           | Иван Иванов      | «Супергерой»            | —                          | Болгарский            | 8     | 60   |
| 06 | Литва              | Паулина Скрабите | «Debesys»               | Облака                     | Литовский             | 10    | 53   |
| 07 | Украина            | Kristall         | «Європа»                | Европа                     | Английский,Украинский | 11    | 42   |
| 08 | Северная Македония | Дориян Длака     | «Жими овој фрак»        | Клянусь этим фраком        | Македонский           | 12    | 31   |
| 09 | Нидерланды         | Рейчел Тратс     | «Teenager»              | Подросток                  | Нидерландский         | 2     | 103  |
| 10 | Беларусь           | Лидия Заблоцкая  | «Ангелы добра»          | —                          | Русский               | 3     | 99   |
| 11 | Швеция             | Эрик Рапп        | «Faller»                | Падаю                      | Шведский              | 9     | 57   |
| 12 | Грузия             | Candy            | «Candy Music»           | Сладкая музыка             | Грузинский            | 1     | 108  |
| 13 | Бельгия            | Фемке            | «Een kusje meer»        | Ещё один поцелуй           | Нидерландский         | 7     | 64   |

### Вернувшиеся исполнители
| Страна             | Исполнитель      | Год(ы)           |
| ------------------ | ---------------- | ---------------- |
| Северная Македония | Дориян Длака     | 2010 (бэк-вокал) |
| Россия             | Екатерина Рябова | 2009             |

## Таблица голосования
Все страны в начале голосования получили 12 баллов, чтобы ни одна страна не получила в итоге ноль баллов.
| Страна             | Россия | Латвия | Молдова | Армения | Болгария | Литва | Украина | Северная Македония | Нидерланды | Беларусь | Швеция | Грузия | Бельгия | Всего |
| ------------------ | ------ | ------ | ------- | ------- | -------- | ----- | ------- | ------------------ | ---------- | -------- | ------ | ------ | ------- | ----- |
| Россия             |        | 10     |         | 10      | 12       | 10    | 8       |                    | 7          | 7        | 12     | 1      | 10      | 99    |
| Латвия             |        |        | 2       |         |          | 7     | 1       | 8                  |            |          |        |        | 1       | 31    |
| Молдова            | 6      | 4      |         | 6       | 10       | 2     | 7       | 6                  | 4          | 8        | 4      | 4      | 5       | 78    |
| Армения            | 8      | 1      | 7       |         | 5        |       | 10      | 7                  | 5          | 5        | 8      | 10     | 7       | 85    |
| Болгария           | 2      | 2      | 4       | 1       |          |       | 3       | 12                 | 3          | 6        | 5      | 6      | 4       | 60    |
| Литва              |        | 6      | 6       | 2       |          |       |         | 10                 |            | 4        | 1      | 12     |         | 53    |
| Украина            | 5      |        | 1       | 5       | 1        | 1     |         | 1                  | 2          | 2        | 2      | 7      | 3       | 42    |
| Северная Македония | 1      |        | 5       |         | 2        | 4     |         |                    | 1          | 3        |        | 3      |         | 31    |
| Нидерланды         | 7      | 12     | 10      | 7       | 8        | 6     | 5       | 2                  |            | 10       | 10     | 2      | 12      | 103   |
| Беларусь           | 12     | 7      | 12      | 8       | 4        | 8     | 12      | 3                  | 8          |          | 3      | 8      | 2       | 99    |
| Швеция             | 4      | 8      | 3       | 4       | 3        | 5     | 4       |                    | 6          |          |        |        | 8       | 57    |
| Грузия             | 10     | 3      | 8       | 12      | 6        | 12    | 6       | 5                  | 10         | 12       | 6      |        | 6       | 108   |
| Бельгия            | 3      | 5      |         | 3       | 7        | 3     | 2       | 4                  | 12         | 1        | 7      | 5      |         | 64    |

### 12 баллов
| Количество | Страна     | Страны, давшие 12 баллов |
| ---------- | ---------- | ------------------------ |
| 3          | Беларусь   | Молдова, Россия, Украина |
| 3          | Грузия     | Беларусь, Армения, Литва |
| 2          | Нидерланды | Бельгия, Латвия          |
| 2          | Россия     | Болгария, Швеция         |
| 1          | Бельгия    | Нидерланды               |
| 1          | Болгария   | Северная Македония       |
| 1          | Литва      | Грузия                   |

### Глашатаи
1. Россия — Валентин Садики
2. Латвия — Шарлотта Лэнмане (Представитель Латвии на «Детском Евровидении — 2010»)
3. Молдова — Штефан Рошкован (Представитель Молдовы на «Детском Евровидении — 2010»)
4. Армения — Размик Аргаджанян
5. Болгария — Самуил Сарандев-Санчо
6. Литва — Доминикас Жвирблис
7. Украина — Аманда Кёниг
8. Северная Македония — Аня Ветерова (Представитель Македонии на «Детском Евровидении — 2010»)
9. Нидерланды — Анна Лагервей
10. Беларусь — Анна Ковалева
11. Швеция — Ина-Яне фон Херфф
12. Грузия — Элен Макашвили
13. Бельгия — Джилл & Лорен (Представители Бельгии на «Детском Евровидении — 2010»)

## Отказались от участия
- Мальта — Отказалась от участия из-за неудачных выступлений на конкурсе в последние годы[11].
- Сербия — Отказалась от участия в конкурсе из-за финансовых проблем[12].

## Сняли заявку
- Сан-Марино — Изначально страна вошла в список стран-участниц «Детского Евровидения — 2011»[13], однако 7 октября 2011 года вещатель отказался от участия из-за того, что не смог найти подходящего представителя[14].

## Трансляция

### Участвующие страны
- Армения — Артак Варданян и Марианна Джавахян (ARMTV)
- Беларусь — Денис Курьян (Беларусь 1)
- Бельгия — на нидерландском: Кристиен Мэйс и Том де Кок (Eén)
- Болгария — Елена Росберг и Георгий Кушвалиев (БНТ 1)
- Грузия — Темо Квирквелия (GPB)
- Латвия — Маркус Рива (LTV)
- Литва — Дарюс Ужкурайтис (LRT)
- Северная Македония — Элизавета Чебова (МТВ 1)
- Молдова — Русалина Русу (TRM)
- Нидерланды — Марсель Кюйер (Nederland 3)
- Россия — Ольга Шелест (Россия-1)
- Украина — Тимур Мирошниченко (UA:Перший)
- Швеция — Эдвард аф Силлен и Юльва Хеллен (SVT B)

### Не участвующие страны
- Австралия — неизвестно (SBS — 26 декабря 2011 и 9 апреля 2012)
- Босния и Герцеговина — неизвестно (BHRT —  с задержкой)